# ローマ帝国時代の服飾

トガ

ローマ帝国時代の服飾（ローマていこくじだいのふくしょく）とは、紀元前753年から395年までの、かつてのローマ帝国版図内にあたる地域での服装を指す。

## 特徴
王政ローマ時代ではウールが最も中心的な衣服の材料であった。男女の服装に大きな違いはなく、共にトゥニカという簡素なチュニックの上にトガという一枚布を体に巻きつけ着付けるものであった。後にトガは徐々に長大化・複雑化していき、女性はギリシア風の衣装を採用するようになった。
ローマの服装の最大の特徴は、身分標識としての衣類の発展が著しいことである。公服であるトガの着付け方や色彩は厳しく規定されており、日常生活ではもともと内衣兼部屋着であったトゥニカとさまざまな外套が主な衣服となった。紀元3世紀ごろからダルマチア地方の民族服が広くキリスト教徒を中心に着られ、キリスト教の国教化と共に公服となった。
髪は男子は短く刈り込み、女子は長く伸ばしてギリシア婦人のように結いあげていた。ギリシア人は愛と美の女神を美しい金髪と想像していたが、ローマ人も波打つ金髪の女神のイメージを引き継いだ。ローマでは身分の上下を問わず婦人たちは髪の脱色に励み、ローマの美容師は髪の脱色も得意としていた。ゲルマン人の生まれながらの金髪を使った鬘は大変人気があった。マルティアリスはガラという女性を風刺して全身が嘘だらけと評したが、「お前の髪はラインの川辺で伸びたもの」と歌っており、ローマ婦人のガラがゲルマン女性の髪で作った金髪の鬘をかぶっていることがわかる。一方濃い赤色の髪も人気があり、ヘンナなどを使って毛染めをした。
靴はくつろいだ場面ではギリシアと同様のサンダル（ソレア）だが、下位の兵士や農作業時にはギリシア風の深靴やペロというズック靴をはいた。正装用の靴はカルケウスといい、四本の組みひもで足の甲を固定するもので、これは市民だけが履くことができた。軍用長靴であるカンパグスは、軍隊と皇帝が強く結び付いてからは皇帝の履物ともなっていた。女性はソックルといって踵を留めないサンダル状の靴を履いた。
装飾品は現代使われているほぼすべての種類が制作されており、紀元前215年は女性に向けて奢侈禁止令が出たほどであった。婚約指輪の風習が生まれたのもローマだが、意志の固さを表すためか鉄製であった。

## 男子の衣装
古代ローマの男性は、はじめ長方形もしくは半円形のウール布を体に巻きつけていた。これは、女性や子供も同じであったようで、トガの原型であった。トガは徐々にローマ市民の身分標識（外国人・奴隷・解放奴隷は身に付けることが許されなかった）として複雑化して、トゥニカが日常着となった。

### 一般庶民
庶民の男性は、正装として腿丈のトゥニカの上から無地無染色の自然のままの羊毛の色、すなわち濃いベージュ色のトガを着た。トガを着つけるのは非常に煩わしかったので、紀元前1世紀ごろから日常ではトゥニカを二枚重ね着したり、ギリシア風外套を着るのが普通になっていた。トゥニカはギリシアのキトンから発展したもので、ウールでできた大判のTシャツのような服で、五分袖から七分袖程度の袖が付き、膝下丈か労働時にはベルトでたくしあげて膝上丈で着た。
袖や裾が長いものは柔弱だと言って嫌われた。
トガが現在のスーツにあたるものと考えれば、トゥニカはシャツとジーンズのようなものであり、貧しい市民はトゥニカだけを衣類としていた。パルリウムというヒマティオンから発展した外套が広くつかわれた。他に、ガリア人から取り込んだサグムやパルダメントゥムという肩で留めるマント、ラケルナという前で留めるマント、ペヌラというフードをつけられることもあった冬用のケープなども用いられた。染料として藍と茜は容易に手に入り、トゥニカは色つきのものが多かった。
帝政の初めごろにゲルマン人の民族服に由来するブラカエというウールのズボンが伝えられた。ゲルマン人にとっては寒い気候や危険な湿地から体を守るために必要な長ズボンだったが、ローマ人には野卑な服装に見えたらしく、股引のように半ズボンに仕立てて防寒用としてこっそりと身に着けていた。一般的にはローマの男性はスブリガークルムと呼ぶ短い腰巻を下着としていた。
聖書にもキリスト磔刑に臨んで、イエスの継ぎ目のない下着を四人の兵士がくじ引きで分けたとあり、その布片は「聖衣」と呼ばれて信仰の対象となる。
貧しい自由市民は2世紀の初めごろから流入した、ダルマティカという長袖の粗末なチュニックを身に付けた。3世紀ごろにはキリスト教徒のユニフォームのようになり、4世紀にいたって第一礼装として完全にトガを駆逐した。
外套を留めるために使われたフィブラというピンブローチは、ギリシアの青銅製の実用一辺倒のものと違って、エナメル（七宝）が施されてファッション性が増した。また、禿げた頭を気にして鬘をかぶることもあった。

### 上流階級
やはりトゥニカの上から無染色無地のトガを着たのだが、官職にあるもの、あるいは14歳から16歳の少年のものは赤い縁がついていた。最盛期のトガは直径部分が6メートルはあるウールか麻の半円形の布で、あまりに長大だったため着る時には必ず着つけ係の奴隷が一人ついて介助していた。トガよりも晩餐専用のトゥニカのほうが刺繍などを施して豪華で色彩豊かであった。貴族階級であっても、普段着は無染色のウールが多かったが、庶民との区別のために胡粉を塗ったり日に晒してより白く美しい色合いを目指した。後に、硫黄の煙に晒して羊毛を漂白する技術が確立されたが、やはり漂白された白い羊毛は高価であった。
靴は一般にローマ人が好んだと考えられている優美なサンダルよりも「カルケウス」という牛革で作られたモカシンの一種がよく使われたが、あくまで外出用であった。
ローマ人は今日の日本人と同じように、玄関で外靴を脱ぎ、家の中ではスリッパ代わりの柔らかいコルク底のサンダルに履き替えていた。
ローマ人にとっての守護神は軍神マルスであり、マルスを象徴する赤はローマ軍人の誇りであった。ローマ軍人の装備は基本的に自前で賄うものであったが、軍神の加護を願って茜染めのマント纏うことが半ばローマ軍団の制服のようになっていた。これらの輝かしい軍装はかつて叙事詩などから想像するしかなかったが、イギリスのノーサンバーランドのローマ兵の駐屯地の遺跡から80年頃のものとされる50点に及ぶ織物が発見された。これらはローマの貴族階級である将校達の身に付けていた衣服で、すべて綾織であり、中には四枚綾やダイヤモンド織といった凝った織物や高貴な身分の象徴である紫の糸が織りこまれたものも見つかっている。
ウェルギリウスの「アエネーイス」にはローマの祖英雄アエネーイスが、紫地にアカンサスを刺繍した見事なマントをまとっていると描写している。これは経糸に金糸を織り込んだ豪勢極まるものだった。
ローマのどれほど勇猛な戦士も、毎日の髭剃りと無駄毛の処理を欠かすことはなかったし、この時代には男性用の脱毛ワックスが既に発明されている（これは石鹸の発明よりもはるかに早い）。スエトニウスの『ローマ皇帝伝』によると、英雄カエサルは頻繁に無駄毛の脱毛を行っており、賢明なるアウグストゥス帝は脛毛を薄くするために胡桃の殻で毎日脚をこすっていたが、ローマ人にとってこれらは女々しい行為ではなかった。

## 女子の衣装

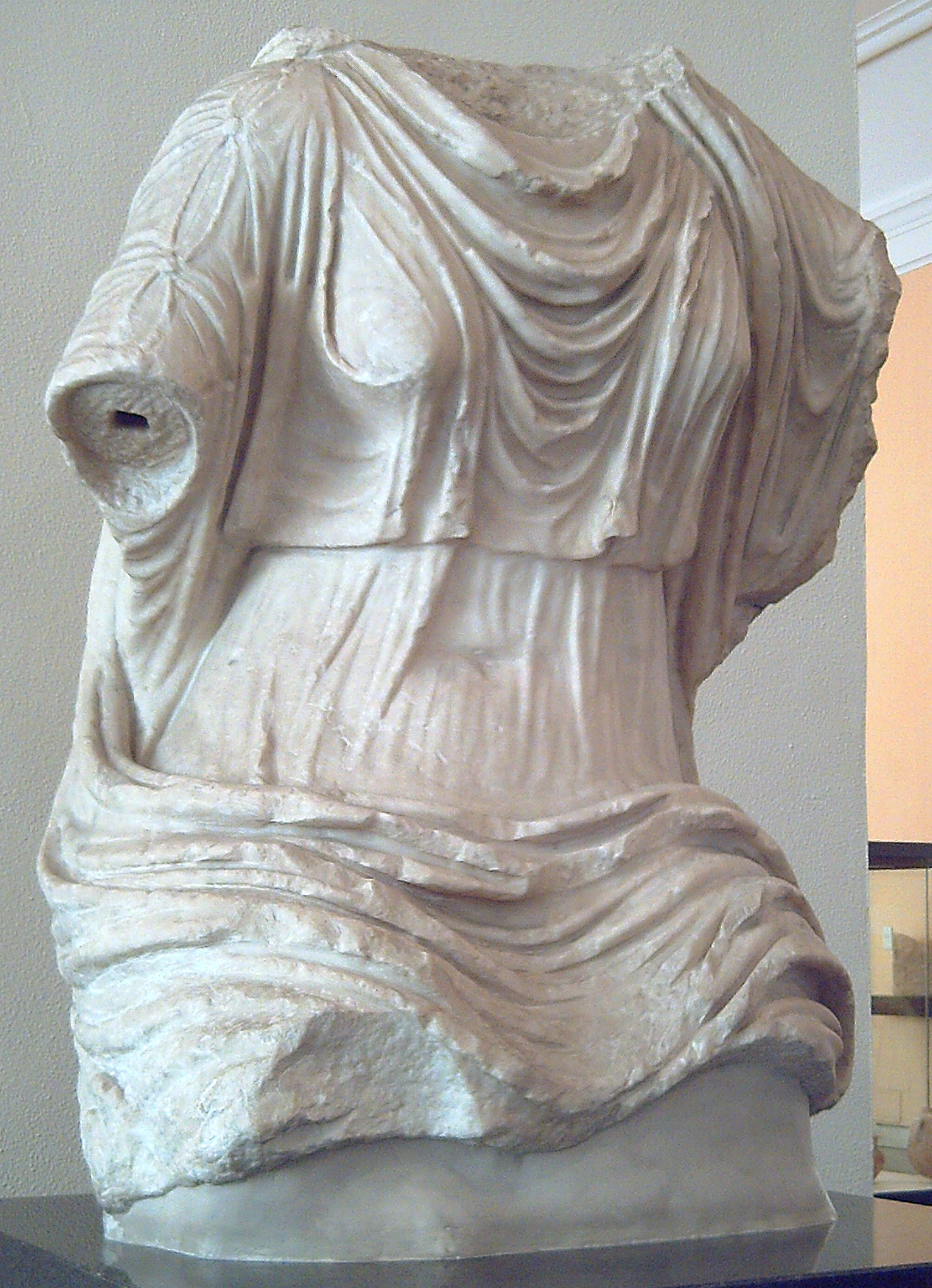
女子の衣服の石像（1世紀）

女子の衣服や髪型はほとんどギリシアの写しであった。

### 一般庶民
女性は家庭を守るのが美徳であり、既婚女性は踵丈のチュニックを日常着としていたが、未婚の女性はやや短い丈のものも着ることがあった。下着として男性より薄くて小さな腰布とストロピウム(strophium、またはマッミラーレとも）という胸を寄せてあげるための（しばしば詰め物もなされた）胸帯を身に付け、ゾーナと言う胸下から下腹を覆う帯を巻き、袖のない膝丈のチュニックの上からカスチュラというアンダースカートをはいて上着のチュニックを着た。
庶民の女性も名門の女性も、キトンそのままのチュニック型衣装をストラと呼んで身に着けていた。キトンとの違いは、キトンが腰紐一本で着つけるのに対して、ストラは普通胸下にもタエニア(Taenia)という紐を巻いてバストを強調していることぐらいである。その上に、外套としてパルラというヒマティオンとほぼ同じ一枚布を身に着けていた。これはベールのように頭に被ることもあり、宗教画における聖母マリアの髪を覆うベールのようなものは実際はパルラである。女性靴はたいてい白い華奢なサンダルであった。
ストラは「廉恥のストラ」とも呼ばれて、姦通者や売春婦には着ることが許されず、トガを着させられた。娼婦たちは透けるトゥニカ一枚を着て、宝石の付いた小さな飾りリボンを膝の上に縛ってちらちらと見せつけることで客を興奮させた。彼女たちの髪は明るいオレンジか青色に染めることが強制されていたため、薄暗い街角でも遊女屋を見つけるのは容易かった。
貧しい自由市民の女性は2世紀の初めごろから流入した、ダルマティカという長袖の粗末なチュニックを身に付けた。女性のものは男性より丈が長く、踝丈であった。キリスト教徒の女性はつつましさを表すためにヴェールで髪を覆うことを好んだ。3世紀ごろにはキリスト教徒のユニフォームのようになり、4世紀にいたって第一礼装として完全にトガを駆逐した。

### 上流階級
上流婦人は庶民の女性の着る麻や羊毛ではなく、絹や綿の衣装を美しく染め上げて多くの場合刺繍を施して身に着けていた。絹は珍しいだけでなく、羊毛とは違ってエジプトから輸入した様々な染料に美しく染まり、繊維はきらきらと太陽に輝き美しく流れるような襞を作る性質や、薄く滑らかに肌を包んで体の線を強調する性質など、その際立った特徴が神話に語られるローマ人の崇める神々が纏う輝く色鮮やかな衣服（アエネーイスの輝く衣、花の女神フローラの色鮮やかな衣、神々の女王ユノーの美しい肉体を強調する衣）を思い起こさせ心をわしづかみにした。実際のところ、絹への偏愛はローマにとっては凶兆であった。シルクロードを通る隊商はローマの宿敵パルティアの領地を通るため、絹を手に入れるためのローマの富がパルティアに流れることになった。
ローマ婦人はギリシア婦人と違って、紡ぎの仕事だけは自ら行ったが、面倒な織物は奴隷に任せきりにしていた。これらの織物は紀元前6世紀頃には、専門の織物職人に引き渡され加工を施されていた。ポンペイの女郎屋の落書きには、女郎に入れあげているスケスウスと言う名の織物職人をあてこする恋仇の詩とスケスウスによる反論の詩が遺されている。この落書きを見る限り、織物職人はなかなか羽振りのいい商売であったようである。
古代ローマ女性は色白の肌を保つために気を使い、名門の家では200人近い女奴隷に化粧やマッサージや髪結いを担当させていた。肌を白くするロバの乳で顔を洗い、安価なチョークのお白粉ではなく高価な鉛お白粉を使い、外出時にはヴェールのほかに日傘も使った。髪を脱色するためにハトの糞や、ブナの木の灰、かなり髪を傷めるがミョウバンや石灰を酢で溶いたものを髪に塗ることもあった。
ローマ女性は鏝などで髪を巻いてボリュームを出すことも好んでおり、ヘアスタイルはオウィディウスをして「ミツバチの数より多い」と言わしめるほどだった。ただし、少なくとも既婚婦人は髪をきちんと結いあげることが求められていた。髪飾りとして花や宝石の他に、ギリシアのステファニというティアラのような飾りを好んだ。
結婚式の衣装は、下着のチュニックの腰にキンブルムという帯を二つ結び目を作って固く結び、サフラン色のチュニックとサンダルを身につけ、フランメウムという深紅のヴェールと花冠、ネックレスを身に付けた。